# Фране Нонковић
Фране Нонковић (Метковић, 25. април 1939 - 5. септембар 2023) био је југословенски ватерполиста, освајач сребрне медаље на Олимпијским играма 1964. године.

## Спортска биографија
Рођен је 25. априла 1939. године у Метковићу. Ватерполо је почео да игра у Пливачком клубу Јединство из Задра, данашњем Ватерполо клубу Задар. Потом је играо за дубровачки Југ, затим кратко за Црвену звезду из Београда, да би већи део каријере провео у ријечком Приморју.
Био је члан ватерполо репрезентације Југославије. Највећи успех је остварио на Олимпијским играма у Токију 1964. када је са репрезентацијом освојио сребрну медаљу. Има освојену сребрну медаљу на Европском првенству 1962. у Лајпцигу.
Након завршетка играчке каријере, био је тренер и водио је Приморје из Ријеке. За свој спортски рад добио је низ награда и признања.

## Успеси
Играч
Југославија
- медаље
- сребро : Олимпијске игре Токио 1964.
- сребро : Европско првенство Лајпциг 1962.